# Christine Gilljam
Christine Gilljam, född 19 maj 1955, är en svensk tjänsteman, politiker och aktivist för homosexuellas rättigheter. 
Gilljam har varit aktiv i RFSL sedan sent 70-tal. Hon var med och startade RFSL Malmö och RFSL Lund. Den förening som fanns innan RFSL Malmö bildades hette HAML, Homosexuella aktionsgruppen Malmö-Lund. Christine Gilljam var en av dem som startade även denna förening. Hon har av och till under årens lopp varit aktiv i RFSL:s förbundsstyrelse, och var under åren 1998–2000 förbundsordförande. Gilljam har som aktiv socialdemokrat bland annat varit ordförande i HBT Socialdemokraterna, och även haft kommunala förtroendeuppdrag i Nyköpings kommun.
Sin yrkesmässiga bakgrund har Gilljam som tapetserare på Malmö Stadsteater där hon bland mycket annat arbetade med succéföreställningen La cage aux folles. Efter en flytt till Stockholm var hon anställd av länsarbetsnämnden för att sedan bli konsulent på Trygghetsstiftelsen. Under åren 2000–2009 var Gilljam anställd som utvecklingschef hos Ombudsmannen mot diskriminering på grund av sexuell läggning, HomO. Nu är hon verksam som chefsanalytiker hos Diskrimineringsombudsmannen, DO.